# إدغار أندريه
إدغار أندريه (بالألمانية: Edgar André)‏ هو مقاوم وسياسي ألماني، ولد في 17 يناير 1894 في آخن في ألمانيا، وتوفي في 4 نوفمبر 1936 في هامبورغ في ألمانيا بسبب قطع الرأس. حزبياً، نشط في الحزب الشيوعي في ألمانيا. وقد انتخب عضو البرلمان هامبورغ.